# Цукер, Джерри
Дже́рри Го́рдон Цу́кер (англ. Jerry Gordon Zucker; 11 марта 1950, Милуоки, Висконсин, США) — американский продюсер, режиссёр и сценарист.

## Ранние годы
Родился в городе Милуоки (штат Висконсин, США). Джерри стал одним из трёх детей в еврейской семье застройщика недвижимости Бертона Цукера (1916–2008) и актрисы Шарлотты Цукер (1921–2007), которые были женаты 66 лет: с 1941 года и до смерти Шарлотты. У Джерри есть старший брат-режиссёр Дэвид Цукер (род. 1947) и сестра-актриса Сьюзан Бреслау (род. 1946).
Джерри и его старший брат Дэвид учились в средней школе города Шорвуд (Shorewood High School, округ Милуоки), которую Цукер-младший закончил в 1968 году, после чего вслед за братом поступил в университет Висконсина, окончив его в 1972 году.

## Карьера
В 1971 году Джерри вместе с братом Дэвидом, а также их общими друзьями Джимом Абрахамсом и Диком Чадноу образовали в Мадисоне театральную труппу The Kentucky Fried Theater и уже в 1972 году переехали в Голливуд, где первое время выступали со своим скетч-шоу, в течение нескольких лет став самой популярной комедийной труппой Лос-Анджелеса. После написания сценария к фильму «Солянка по-кентуккийски» (1977) труппа, которую чуть ранее покинул Чадноу, трансформировалась в трио Цукер-Абрахамс-Цукер. Втроём они сняли такие фильмы, как «Аэроплан!» (1980), «Совершенно секретно!» (1984) и «Безжалостные люди» (1986). В дальнейшем Джерри Цукер принял участие в написании сценария к сольному режиссёрскому дебюту своего брата Дэвида под названием «Голый пистолет» (1988), после чего окончательно занялся сольной творческой деятельностью.
Его первый фильм «Привидение» (1990) имел оглушительный успех, при бюджете в $22 млн собрав $506 млн, и получил 2 премии «Оскар»:
- Лучшая женская роль второго плана (Вупи Голдберг);
- Лучший оригинальный сценарий (Брюс Джоэл Рубин),

а также 3 номинации:
- Лучший фильм (Лиза Вайнштейн);
- Лучший монтаж (Уолтер Мёрч);
- Лучшая музыка (Морис Жарр).

Две последующие режиссёрские работы Цукера-младшего: «Первый рыцарь» (1995) и «Крысиные бега» (2001) – были прохладно встречены публикой.

## Личная жизнь
С мая 1987 года Джерри Цукер женат на продюсере Джанет Краус. У супругов есть двое детей — дочь Кейт Сара Цукер (род. 10.03.1988) и сын Роберт Джонатан Цукер (род. 08.02.1992), оба актёры.

## Фильмография

### Кинематограф
| Год  | Название                            | Режиссёр | Продюсер       | Сценарист | Актёр | Роль                                                   | Примечания                                                                     |
| ---- | ----------------------------------- | -------- | -------------- | --------- | ----- | ------------------------------------------------------ | ------------------------------------------------------------------------------ |
| 1977 | Солянка по-кентуккийски             |          |                | Да        | Да    | Техник в телевизоре Человек, которого будят Бивер Руки | Скетч «Новости очевидцев» Скетч «Nytex P.M.» Скетч «Зал суда» Скетч «Фиксатор» |
| 1980 | Аэроплан!                           | Да       | Исполнительный | Да        | Да    | Рабочий наземной службы                                | Появляется в кадре вместе с братом                                             |
| 1984 | Совершенно секретно!                | Да       | Исполнительный | Да        | Да    | Немецкий солдат в комнате с пропеллерами               | Появляется в кадре вместе с братом и Абрахамсом                                |
| 1986 | Безжалостные люди                   | Да       |                |           |       |                                                        |                                                                                |
| 1988 | Голый пистолет                      |          | Исполнительный | Да        |       |                                                        |                                                                                |
| 1990 | Привидение                          | Да       |                |           |       |                                                        |                                                                                |
| 1991 | Голый пистолет 2½: Запах страха     |          | Исполнительный |           |       |                                                        |                                                                                |
| 1992 | Недоумки                            |          | Исполнительный |           |       |                                                        |                                                                                |
| 1993 | Моя жизнь                           |          | Да             |           |       |                                                        |                                                                                |
| 1994 | Голый пистолет 33⅓: Последний выпад |          | Исполнительный |           |       |                                                        |                                                                                |
| 1995 | Твоя студия и ты                    |          |                |           | Да    | Камео                                                  | Короткометражный                                                               |
| 1995 | Прогулка в облаках                  |          | Да             |           |       |                                                        |                                                                                |
| 1995 | Первый рыцарь                       | Да       | Да             |           |       |                                                        |                                                                                |
| 1997 | Свадьба лучшего друга               |          | Да             |           |       |                                                        |                                                                                |
| 2001 | Крысиные бега                       | Да       | Да             |           |       |                                                        |                                                                                |
| 2002 | Кто убил Виктора Фокса?             |          | Да             |           |       |                                                        |                                                                                |
| 2010 | Игра без правил                     |          | Да             |           |       |                                                        |                                                                                |
| 2011 | Секс по дружбе                      |          | Да             |           |       |                                                        |                                                                                |
| 2012 | Псих                                |          | Да             |           |       |                                                        |                                                                                |
| 2014 | Астма                               |          |                |           | Да    | Отец Гаса                                              |                                                                                |

Также режиссёр второго состава в фильме «Школа рок-н-ролла» (1979).

### Телевидение
| Год  | Название                                  | Режиссёр   | Продюсер               | Сценарист  | Актёр      | Роль     | Примечания |
| ---- | ----------------------------------------- | ---------- | ---------------------- | ---------- | ---------- | -------- | --- |
| 1972 | Вечернее шоу Джонни Карсона               |            |                        |            | Да (1 эп.) | Участник | Телешоу; в составе Kentucky Fried Theater                                                                                         |
| 1974 | Полуночный выпуск                         |            |                        |            | Да (1 эп.) | Участник | Телешоу; в составе Kentucky Fried Theater                                                                                         |
| 1976 | Большой Джон, Маленький Джон              |            |                        | Да (1 эп.) |            |          | Эпизод «Абракадабра» |
| 1982 | Полицейский отряд!                        | Да (1 эп.) | Исполнительный (6 эп.) | Да (1 эп.) |            |          | Создатель и исполнительный продюсер всех шести эпизодов Режиссёр и сценарист эпизода «Существенный подарок (Нарушенное обещание)» |
| 1987 | Наша планета сегодня                      | Да         | Исполнительный         | Да         |            |          | Телефильмы |
| 2013 | Дорогой немой дневник                     |            | Исполнительный         |            |            |          | Телефильмы |
| 2019 | Поздний вечер в Берлине                   |            | Креативный (1 эп.)     |            |            |          | Ток-шоу; 42-й эпизод |
| 2022 | Время побеждать: Расцвет династии Лейкерс |            |                        |            | Да (1 эп.) | Камео    | Эпизод «Лебедь» |

## Награды и номинации
| Год  | Премия                                    | Фильм / Сериал        | Категория                               | Результат |
| ---- | ----------------------------------------- | --------------------- | --------------------------------------- | --------- |
| 1981 | Премия Гильдии сценаристов США            | Аэроплан!             | Лучший адаптированный сценарий          | Победа    |
| 1981 | Премия Британской Академии в области кино | Аэроплан!             | Лучший сценарий                         | Номинация |
| 1982 | Прайм-таймовая премия «Эмми»              | Полицейский отряд!    | Лучший сценарий комедийного телесериала | Номинация |
| 1989 | Премия ShoWest                            | Голый пистолет        | Комедиограф года                        | Победа    |
| 1991 | Премия ShoWest                            | Привидение            | Режиссёр года                           | Победа    |
| 1991 | Сатурн                                    | Привидение            | Лучший режиссёр                         | Номинация |
| 1991 | Хьюго                                     | Привидение            | За лучшую постановку                    | Номинация |
| 1991 | Майнити                                   | Привидение            | Лучший иностранный фильм                | Победа    |
| 1991 | Премия Святого Георгия                    | Привидение            | Лучший иностранный фильм                | Победа    |
| 1998 | Премия OFTA                               | Свадьба лучшего друга | Лучший комедийный/музыкальный фильм     | Номинация |
| 1998 | Золотой спутник                           | Свадьба лучшего друга | Лучший фильм, комедия или мюзикл        | Номинация |
| 2004 | Режиссёрская премия AFI                   |                       | За вклад в жанр комедии                 | Победа    |